# Tåkern
Tåkern är en sjö i Östergötlands län, räknad som en av Nordeuropas främsta fågelsjöar. För att bevara Tåkerns höga naturvärden är sjön och de närmsta omgivningarna avsatta som naturreservat. Tåkern ligger i Mjölby kommun, Vadstena kommun och Ödeshögs kommun i Östergötland och ingår i Motala ströms huvudavrinningsområde. Sjön är 1,9 meter djup, har en yta på 44 kvadratkilometer och befinner sig 93 meter över havet. Sjön är omkring 10 kilometer lång och 5 kilometer bred. Tåkern ligger i naturreservatet Tåkern och i  Tåkern Natura 2000-område och skyddas av habitat- och fågeldirektivet. Sjön avvattnas av vattendraget Mjölnaån  till Vättern.

## Historik
Sjöns historia som fågelsjö hänger samman med en sjösänkning som företogs 1842-1844, då vattennivån sänktes från 2,5 meter till dagens 0,8 meter. Avsikten med sänkningen var att vinna 1 600 hektar åkermark och ytterligare 500 hektar vattensjuk mark som kunde dikas ut. Utdikningen blev dock en missräkning och odlingsmarken blev delvis vattensjuk. 1902 planerades därför en fullständig torrläggning av sjön. Den kom dock aldrig till stånd. En mängd fågelarter gynnades dock av sänkningen och ökade märkbart efter denna. En vattenreglering genomfördes på 1960-talet för att förhindra alltför stora skillnader mellan hög- och lågvatten. 
En insamling startades 1927 för att skydda fågellivet vid sjön Tåkern, 1928 fick Naturskyddsföreningen in 5,330 kronor till bildandet av Skogsungdomens Tåkernfond. 
Tåkern och Dagsmosse var en kärnbygd under hela stenåldern. Vid Tåkern har ett rikt fyndmaterial gjorts från mesolitikum. De yngre mesolitiska boplatserna ligger som ett pärlband runt sjön.

## Skydd och besöksmål
Hela Tåkern med omgivande strandområde är sedan 1975 ett naturreservat benämnt Tåkern. Från 1 april till 30 juni råder tillträdesförbud, med undantag för de fyra besöksområdena och dess vandringsleder.
Vid Glänås besöksområde på sjöns södra sida har Naturum Tåkern byggts. Övriga besöksområden finns vid Hov, Svälinge och Väversunda.
Bengt Berg har skrivit en bok om fågellivet kring sjön, Tåkern - en bok om fåglarnas sjö (1913).

## Delavrinningsområde
Tåkern ingår i delavrinningsområde (647326-144365) som SMHI kallar för Utloppet av Tåkern. Medelhöjden är 104 meter över havet och ytan är 146,53 kvadratkilometer. Räknas de 9 avrinningsområdena uppströms in blir den ackumulerade arean 293,25 kvadratkilometer. Mjölnaån (Disevidån) som avvattnar avrinningsområdet har biflödesordning 2, vilket innebär att vattnet flödar genom totalt 2 vattendrag innan det når havet efter 130 kilometer. Avrinningsområdet består mestadels av jordbruk (58 procent). Avrinningsområdet har 43,63 kvadratkilometer vattenytor vilket ger det en sjöprocent på 29,8 procent.

## Galleri

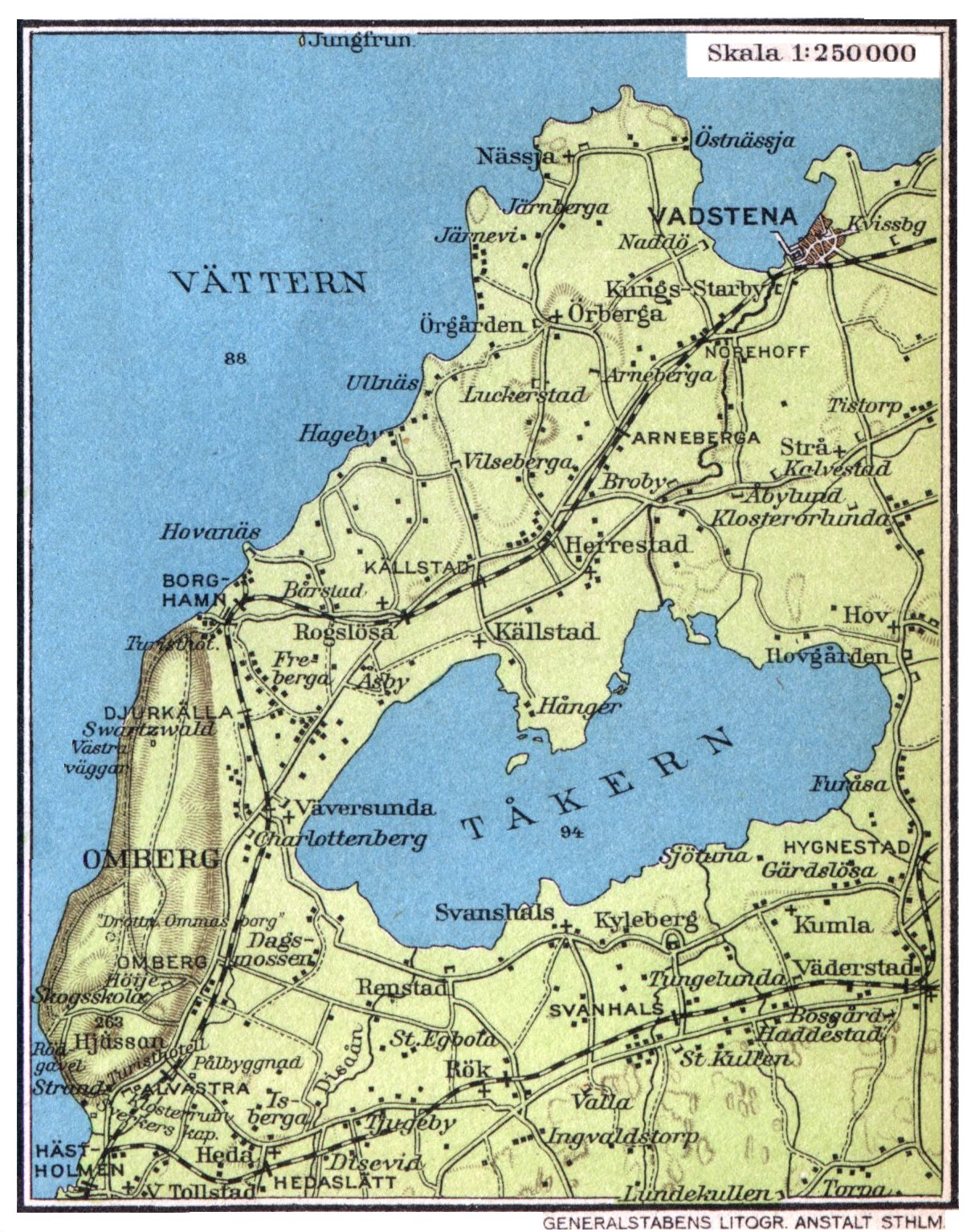
Karta från 1928 av trakten runt Tåkern. Den skiljs från Vättern av Omberg. Mot norr rinner Mjölnaån och från söder rinner Disevidån och Lorbybäcken.
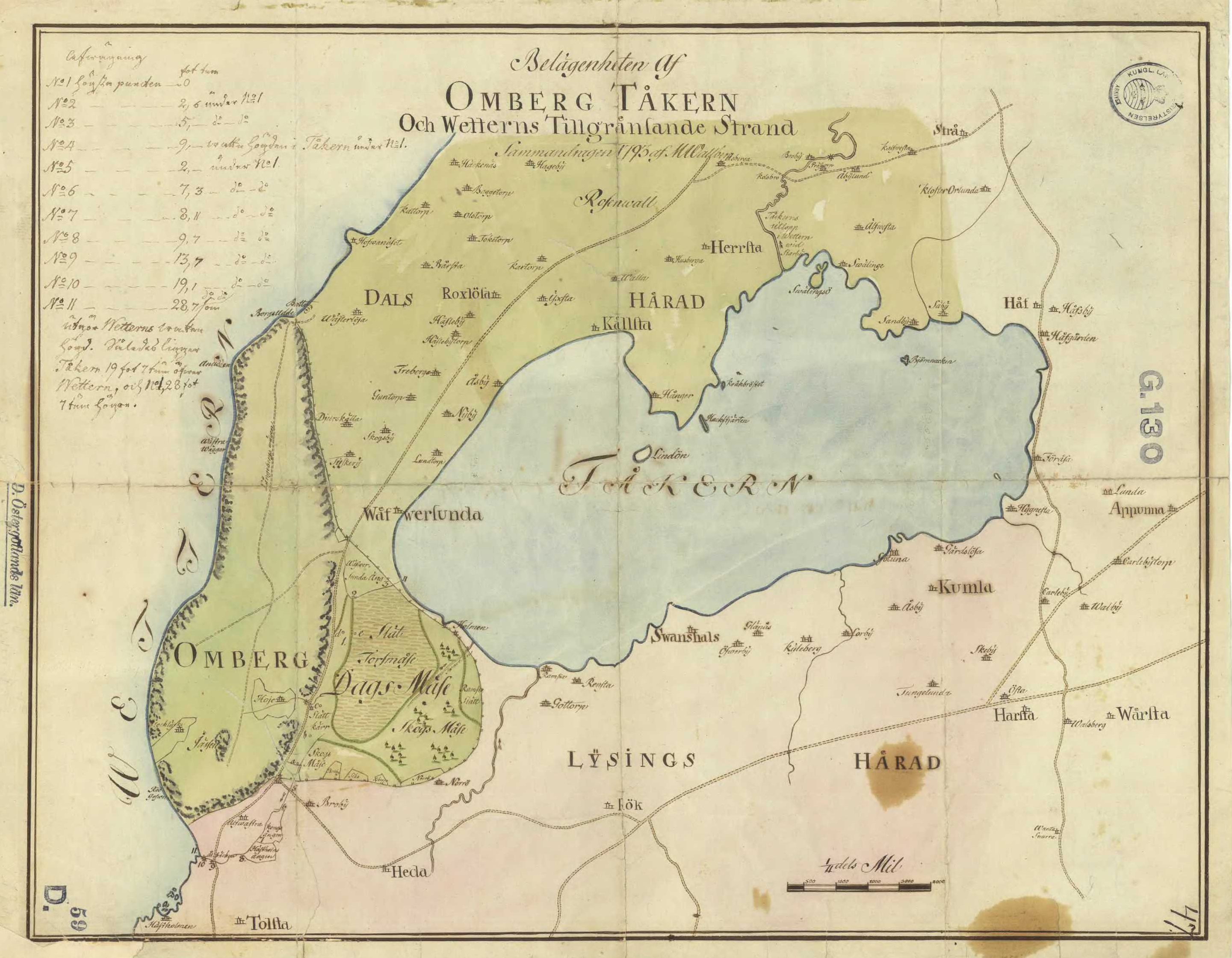
Äldre karta från 1793.
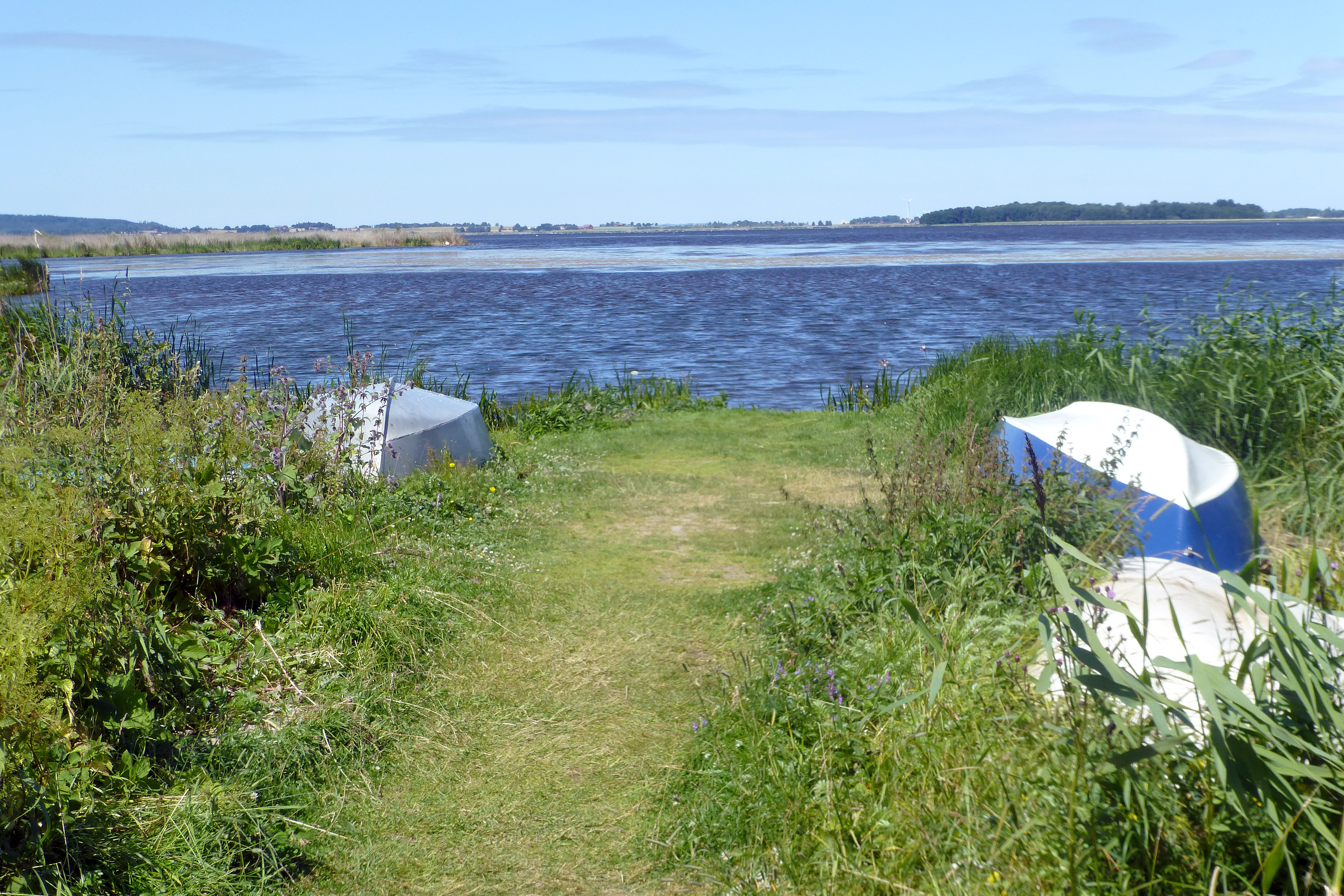
Tåkern från den sydöstra stranden.
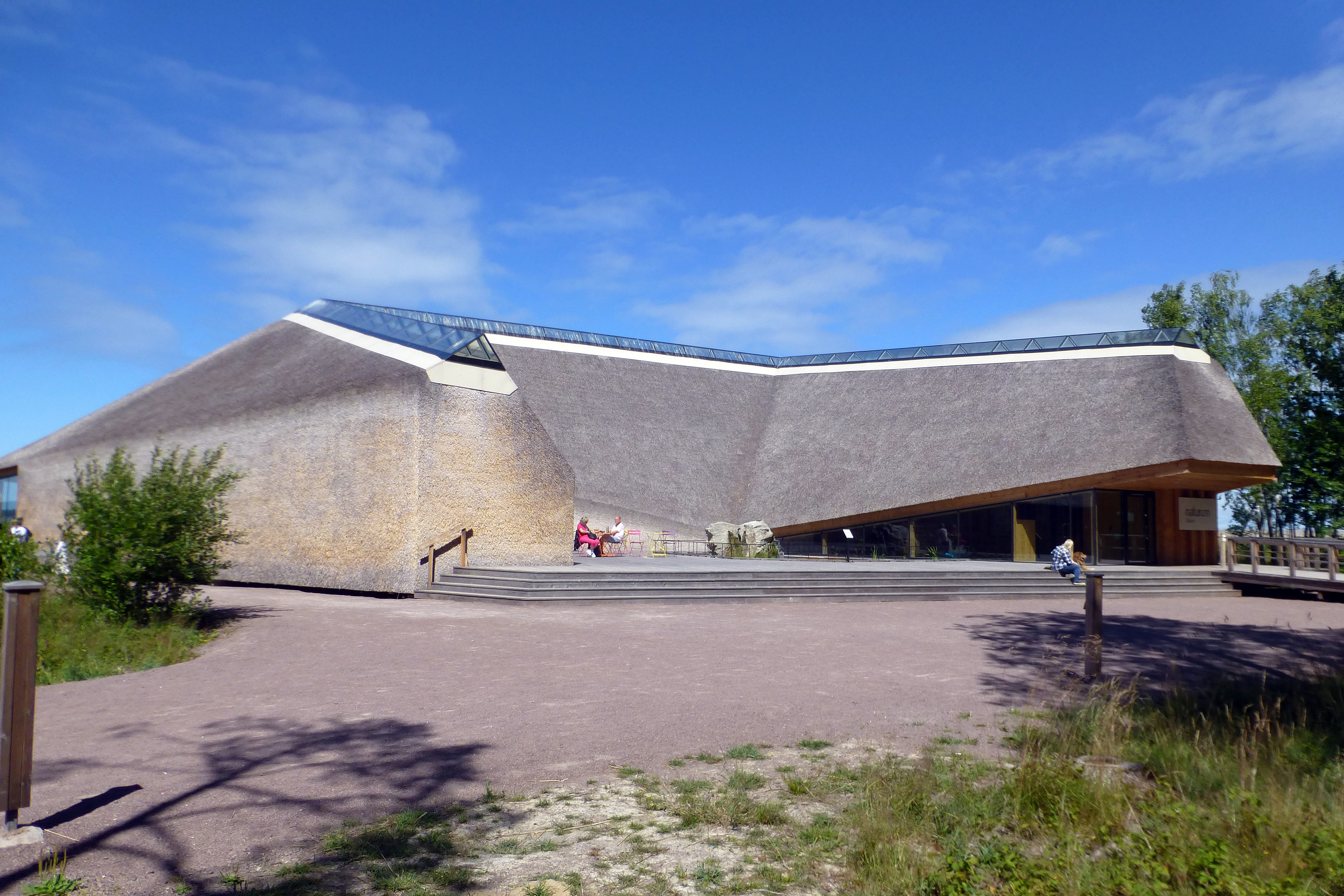
Naturum Tåkern.